# ヒライハルキ
ヒライ ハルキ（ひらい はるき、1983年6月20日 - ）は、日本のベーシスト。元てるる...のメンバーであり、現在はThe Birthdayのメンバーとして活動中。本名は平井 遥樹（ひらい はるき）。東京都東久留米市出身。血液型はAB型。　

## 略歴
中学2年生でギターを始め、学校の文化祭などで友人たちとバンドを組み初ステージを踏んだ。 当時、ヒライはBOØWYに多大な影響を受けており、BOØWYの代表曲を数曲演奏した。高校2年生の時、渡辺豪・甲田悠一朗と共にてるる...を結成し、これを機にベースに転向した。
一時てるる...は東京でメジャーレコード会社数社での争奪戦が起こるほどに名を挙げた。この頃SMEのSD事業部(新人育成部門）に面倒をみてもらっていたてるる...は、SME傘下であるKi/oon Recordsの中山から当時thee michelle gun elephantが所属していたbad musicの能野（現在、The Birthday等が所属するbase inc社長）を紹介されたが、bad musicへの所属、そしてKi/oon Recordsからのデビューは契約目前で断わった。
ヒライが高校卒業とほぼ同時期にてるる...の所属事務所ジュンアンドケイに籍を置く。その後てるる...はBMG FUNHOUSE（現BMG JAPAN）、ラストラムコーポレーションと契約を結びインディーデビュー。売れ行きは伸びないものの順調にCDのリリースを重ね、さあメジャーデビューという矢先の2004年9月、ヒライはてるる...脱退をバンド公式ホームページ内で発表した。
脱退後、自らの音楽センスがどこまで通用するのかを確かめるためにあらゆる場所でベーシストとしての腕を磨く日々が続いた。スタジオミュージシャン的な仕事として、アイドルユニットのバックバンドも経験している。
平行して、自らのバンド結成のためメンバーを募集していたヴォーカリストの大山元子に声をかけ、2人で月1回のライブも行っていた。ここでのヒライの担当はギターであった。 随時メンバーを探しながら活動していた2人であったが、なかなか良いメンバーに出会えないでいた。
ヒライらの2人でのライブ活動が丸1年を迎えた頃、転機が訪れた。元thee michelle gun elephant、当時ROSSOとして活動していたチバユウスケが、新バンド(The Birthday)結成のためベーシストを探している、と疎遠になっていた能野からヒライに直々に連絡が入り、ヒライはキャリアも年齢も大きく離れているチバ、クハラカズユキ、イマイアキノブと対面することとなった。その後何度かのセッションを経て、ヒライはThe Birthdayの正式メンバーとして迎えられた。

## ディスコグラフィー
(以下てるるの全作品が渡辺豪の作詞作曲によるものである)

### てるる...時代
平井遥樹として参加。

#### シングル
- 僕の考え（2003年2月13日）
  1. 僕が知ってる四つの事柄
  2. タイムカプセル
  3. 連弾
- 妄想の子供（2003年7月2日）
  1. すずらん
  2. ANEMONE
  3. 白鳥の口笛
  4. ピアニカと僕

#### ミニアルバム
- 最早 この絵は虫の息（2004年7月1日）
  1. 真夜中に心中
  2. 砂遊び
  3. 白昼の乳房
  4. 蒸発の彼女
  5. モンシロチョウ
  6. 白い少女はスキップを

#### セレクションアルバム（てるる...インディーズ・ベストアルバム）
- TERURU（2005年4月13日） 
  1. すずらん
  2. 真夜中に心中
  3. 連弾
  4. 蒸発の彼女
  5. 夕立
  6. 白昼の乳房
  7. 砂遊び
  8. 白い少女はスキップを
  9. 花を唄うは僕と君の手
  10. モンシロチョウ

### The Birthday時代
詳細はThe Birthday#作品の項目を参照のこと。